# QI
«QI» (англ. «QI» (Quite Interesting)) — британська інтелектуальна комедійно-ігрова телепрограма. Автором ідеї і продюсером програми є Джон Ллойд. Зараз серіал транслюється на BBC Two, а веде його Сенді Токсвіг. У ньому беруть участь постійний учасник дискусії Алан Девіс і три запрошені гості на епізод, учасники дискусії переважно коміки. Шоу було представлено Стівеном Фраєм з його початку у 2003 році до 2016 року.
Формат шоу зосереджений на тому, що учасники дискусії відповідають на запитання, які є надзвичайно незрозумілі та складні, тому надати правильну відповідь майже неможливо. Щоб компенсувати це, учасникам дискусії нараховуються бали не лише за правильні відповіді, але й за цікаві та смішні. У свою чергу, віднімаються бали за відповіді, які не лише неправильні, але й «очевидні».
«Очевидно» – зазвичай відповіді, які хибно вважаються правильними, або були передбачені продюсерами шоу. Часто це хибні факти у які всі вірять, або невдалі і очевидні жарти. Ці відповіді, які в оригіналі називаються «forfeits», завжди супроводжуються гучним сигнальним дзвоном, миготливими вогнями та неправильною відповіддю, що блимає на екранах позаду учасників дискусії. Бонусні бали іноді нараховуються або вираховуються за особливими правилами, які різняться від сезону до сезону. QI має філософію, що «все цікаво, якщо на нього дивитись під правильним кутом». Багато фактичних помилок виправляються в наступних епізодах або в блозі шоу.
Шоу отримало дуже позитивні оцінки від критиків і було номіновано на кілька нагород. Сама QI має найвищі показники переглядів серед усіх шоу, що транслюються на BBC Two і Dave. Було випущено кілька книг, DVD-дисків та інших додатків до шоу, а в інших країнах створено міжнародні версії QI.

## Формат і концепція
У шоу бере участь чотири гравці, три запрошені гості, та один постійний гравець, Алана Девіс, який має місце праворуч від ведучого. Девіс з'являвся в кожному епізоді окрім десятої серії сезону «D». Девіс іноді виграє у грі, але зазвичай приходить останнім, і як правило з від'ємною кількістю балів.
Питання, що виникають перед учасниками шоу, часто вводять в оману, незрозумілі або дуже складні. Надання "очевидної, але неправильної" відповіді (англ. forfeits) призводить до послідовності клаксонів, дзвонів тривоги, миготливих вогнів та штрафу. Девіс часто є учасником, який дає ці відповіді. У перших двох серіях Стівен Фрай показував неправильну відповідь на картках, одночасно з чим, неправильна відповідь показувалась на великих екранах позаду них (за винятком пілотного епізоду та першої серії першого сезону, коли використовувались лише картки). На початку другого сезону і далі картки неправильних відповідей прибрали, залишились лише екрани як доказ того, що такі відповіді були передбачені.
Оскільки творці шоу очікували, що навряд чи хтось зможе дати правильну відповідь без значних підказок, вони натомість заохочують учасників за "цікаві" (англ. interestingness) відповіді, саме так набираються бали. Цікаві відповіді заохочують дотичні дискусії, і учасники мають змогу відволіктись на легковажні розмови, озвучити кумедні думки та ділитися історіями з власного життя.
Кількість балів, наданих та вилучених, визначається ведучім або зазвичай QI дослідниками (англ. The QI Elves, дос. «QI ельф»). Логіка нарахування балів достометно невідома і досить несправедлива, в одному епізоді Девіс втратив 10 балів за те, що відповів "кисень" на питання "Який головний інгредієнт повітря?". Підсумкові бали оголошуються в кінці шоу. Одного разу ведучій зазначив: "Я думаю, що ми всі згодні з тим, що ніхто в цьому Всесвіті не розуміє системи балів QI". Джон Ллойд, засновник шоу та "QI ельф" одного разу визнав, що навіть він не має уявлення про те, як працює система балів, але є хтось, кому платять, щоб перевіряти бали. Згідно з DVD-диском сезону A, гостям дозволено право на апеляцію, якщо вони вважають, що їх оцінка неправильна, але досі жоден не скористався цим правом. Від'ємний результат учасника припустимий, іноді навіть оцінка переможця може бути від'ємною.

### Звукові кнопки
Звукові кнопки і їх сигнал демонструються на початку програми, але зазвичай їм надається скорочена версія для повторного використання під час епізоду, хоча повторне натискання достатнє рідке явище. Звукові кнопки видають різноманітні сигнали, котрі відрізняються від серії до серії, і від сезону до сезону. Як правило, запрошеним гостям даються, більш менш, адекватні звукові сигнали, пов'язані з темою серії. Але постійному учаснику, Алану Девісу, продюсери шоу надають смішні, а подекуди, дивні звукові сигнали.
Іноді звукові кнопки мають унікальних характер, наприклад, епізоді сезону F "Факси і шахрайства" всі гудіння звучали як звичайні предмети домашнього вжитку, але три виявилися звуком пташки котра імітувала звуки. Одного разу очки автоматично віднімалися з рахунку Девіса виключно тому, що його звукова кнопка виглядала і звучала як "очевидно, але неправильно".

### Загальне невігластво
У пародії на всюдисущі загальні знання, фінальний раунд поза темою і називається "Загальне невігластво". Основна увага приділяється, здавалося б, легким питанням, відповідь на котрі відома усім, але ця відповідь не правильна. Якщо в основних раундах шоу зазвичай не використовуються звукові сигнали, то ось перед раундом "Загальне невігластво" ведучій нагадує тримати пальці на своїх кнопках. "Загальне невігластво" було показано в кожному епізоді до дев'ятого сезону, потім зник з багатьох серій десятого та одинадцятого сезону, перш ніж, знову, регулярно з'являтися з дванадцятого сезону. Через велику кількість "очевидних, але неправильних" відповідей, учасники дискусії, особливо Девіс, зазвичай несуть найбільші втрати в цьому раунді.

### Завдання та теми
У ряді епізодів одяг учасників та оточення відповідає темі серії. Так, у серії "Здоров'я та безпека" учасники шоу сиділки в будівничих касках, яскраво-жовтих робочих жилетах та захисних окулярах, а ведучій був у білому халаті зі стетоскопом лікаря.
У деяких серіях переді учасникам дається додаткове завдання, яке може подарувати додаткові бали. Такі завдання включали конкурс малювання, або помічення предмета на відеоекранах та розмахування карткою за певних умов. У кількох серіях було повторюване завдання, що охоплює увесь сезон, часто пов’язане із використанням картки, щоб відповісти на запитання, відповідь якого відповідає визначеній темі серії. Приклади включають «Слон в кімнаті» (сезон Е, слони), «Ніхто не знає» (сезон I, для запитань без відомої відповіді) та «Витрать копійки» (сезон L, туалети).
Окрім призначення завдань, Фрай проводив наукові експерименти чи демонстрації у певних епізодах.